# Chorebus brevitarsis
Chorebus brevitarsis är en stekelart som beskrevs av Vladimir Ivanovich Tobias 1998. Chorebus brevitarsis ingår i släktet Chorebus och familjen bracksteklar. Inga underarter finns listade i Catalogue of Life.